# Richard Phillips (comandante)

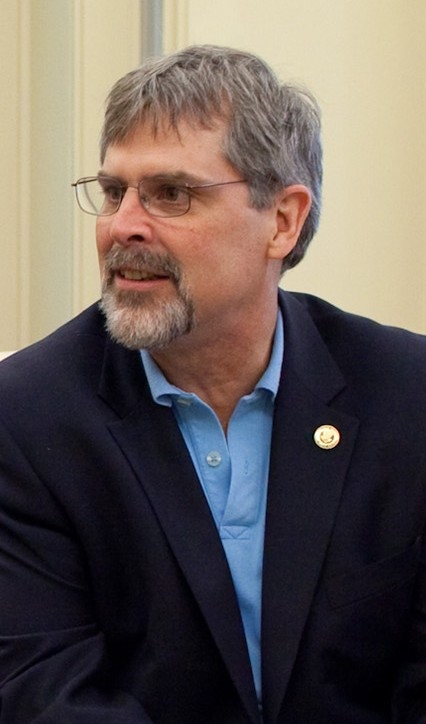
Richard Phillips alla Casa Bianca il 9 maggio 2009, durante un colloquio con il presidente Barack Obama

Richard Phillips (Winchester, 16 maggio 1955) è un comandante marittimo e scrittore statunitense, ex-comandante della nave mercantile Maersk Alabama, dirottata l'8 aprile 2009 da un gruppo di quattro pirati somali.

## Biografia
Richard Phillips nasce a Winchester, in Massachusetts, il 16 maggio 1955.
Si diploma nel 1973 presso la Winchester High School e si iscrive all'Università del Massachusetts per studiare diritto internazionale, ma in seguito si trasferisce presso la Massachusetts Maritime Academy, dove si è laureato nel 1979. Durante il periodo scolastico Phillips ha lavorato anche come tassista a Boston. 
Di fede cattolica, Phillips è sposato dal 1987 con Andrea Coggio, un'infermiera, e da lei ha avuto due figli: Daniel e Mariah.

## Dirottamento dellaMaersk Alabama
Nel marzo 2009 Phillips, allora comandante della nave mercantile Maersk Alabama, venne chiamato, assieme ai suoi 20 membri dell'equipaggio, a prendere parte ad una spedizione umanitaria per il Programma Alimentare Mondiale per trasportare circa 17.000 tonnellate di merci destinate alla popolazione del terzo mondo da Salalah (Oman) fino a Mombasa (Kenya).
L'8 aprile, mentre la nave si trovava a circa 240 miglia dalla costa della Somalia, un gruppo di 4 pirati somali armati di AK-47 abbordarono il mezzo con un motoscafo riuscendo a salire a bordo della nave. Durante l'abbordaggio i membri dell'equipaggio si nascosero nella sala macchine dove riuscirono a catturare uno dei pirati (identificato come Abduwali Muse) recatosi lì. Durante le 12 ore in cui lo tennero prigioniero cercarono di negoziare con gli altri pirati allo scopo di far liberare il comandante. Tuttavia, dopo aver liberato Muse, i pirati, venendo meno all'accordo, caricarono il comandante Phillips a bordo di una lancia di salvataggio allo scopo di raggiungere la Somalia in cambio di una somma di 10 milioni di dollari.
Il 9 aprile, Frank Castellano, comandante del cacciatorpediniere USS Bainbridge, presa conoscenza della situazione, insieme alla fregata USS Halyburton ed alla portaelicotteri USS Boxer, raggiunse il Maersk Alabama. La nave fu indotta a fare rotta fino a Mombasa con una scorta armata per motivi di sicurezza.
La sera del 9 aprile, dopo che un C-17 fece paracadutare un gruppo di assaltatori del DEVGRU, il comandante Phillips cercò di scappare dalla lancia facendo salire la tensione tra l'equipaggio del Bainbridge. Tuttavia sotto la minaccia delle armi Phillips fu costretto a risalire a bordo della lancia e il 12 aprile, dopo tre giorni di negoziazioni, i tiratori scelti dei SEAL aprirono il fuoco con i loro fucili di precisione SR-25 sulla lancia abbattendo tre pirati e salvando il comandante Phillips. Secondo i rapporti del comandante Castellano i cecchini aprirono il fuoco sui pirati solo quando si accorsero che la vita di Phillips era in pericolo in quanto uno di loro stava puntando un AK-47 contro l'ostaggio.
Muse, a bordo del Bainbridge per le negoziazioni, fu arrestato e condannato a 33 anni di carcere con l'accusa di pirateria, mentre Phillips tornò in patria il 17 aprile. Il 6 aprile 2010 Richard Phillips pubblicò la sua autobiografia Il dovere di un capitano (A Captain's Duty: Somali Pirates, Navy SEALS, and Dangerous Days at Sea), scritta in collaborazione con Stephan Tatty, per poi tornare in mare il 25 luglio 2010.

## Libri
- Il dovere di un capitano (A Captain's Duty: Somali Pirates, Navy SEALS, and Dangerous Days at Sea, 2010)

## Film
La sua “storia” viene portata sul grande schermo nel 2013 col film Captain Phillips - Attacco in mare aperto, dove l'attore Tom Hanks interpreta il comandante Phillips.